# Malaya farquharsoni
Malaya farquharsoni är en tvåvingeart som först beskrevs av Edwards 1922.  Malaya farquharsoni ingår i släktet Malaya och familjen stickmyggor. Inga underarter finns listade i Catalogue of Life.